# 쓰보우치 미치노리
쓰보우치 미치노리(일본어: 坪内 道典, 1914년 4월 7일 ~ 1997년 9월 16일)는 일본의 전 프로 야구 선수이자 야구 지도자이다. 에히메현 이요군 군추 정(현재의 이요시) 출생.
1936년부터 1948년까지는 등록명으로 坪内 道則(읽는 방법은 동일)를 사용했다.

## 인물
구제 마쓰야마 상업학교(현재의 에히메 현립 마쓰야마 상업고등학교), 구제 덴노지 상업학교(현재의 오사카 덴노지 상업고등학교)를 거쳐 릿쿄 대학에 진학했으나 중퇴했다.
1936년에 대도쿄군의 결성에 참가해 1944년에는 선수 겸임 감독으로 재직하기도 했다. 주지 스님이었던 남동생이 출정하여 대신 주지의 자리를 맡은 것과 1937년 경기 도중 쇄골 골절로 인해 징병 검사에서 예비 요원에 그쳤기 때문에 야구 선수로서는 드물게 전장에 한번도 나가지 않았다.
1946년에 골드 스타의 겸임 감독으로 프로 야구계에 복귀했다. 1946년에는 26경기 연속 안타를 기록했는데, 이전 해에 노구치 지로가 31경기 연속 안타를 기록한 것이 알려지지 않아 1949년 정정되기 전까지는 환상의 일본 기록이 되기도 했다. 한편 쓰보우치는 9월 6일 열린 한큐 전에서 4타수 무안타에 그쳐 기록이 중단되었는데 당시 투수가 노구치였다(자세한 내용은 노구치 지로 참조).
1947년 5월 3일 일본 야구 연맹에서 한신 타이거스의 와카바야시 다다시와 함께 일본 헌법 공포 기념 특별 표창을 받았다. 표창은 '야구명인'으로 일컬어졌다.
1948년 9월 12일 난카이 호크스 전에서는 일본 프로 야구 최초의 1000경기 출장을 달성했다. 16일 후인 9월 28일에는 규에이 플라이어스와의 경기에서 사상 첫 1000안타를 달성했다. 당시에는 이 기록을 축하하고 표창하는 관례가 없어 이 기록도 시즌 종료 후 공식 기록원에게 듣고 알게 되었다고 한다. 이를 계기로 연맹의 1000경기 출장, 1000안타의 표창이 이루어지게 되었다.
1949년 조감독 겸 외야수로 주니치 드래곤스에 이적했고 1951년을 마지막으로 현역에서 은퇴했다. 이후에는 1952년부터 1953년까지 주니치의 감독을 시작으로 니시테쓰, 주니치의 코치를 역임했고 롯데 오리온스의 2군 감독을 거쳐 주니치 합숙소의 사감을 맡기도 했다. 1992년에 야구 명예의 전당에 입성했다.
1997년 9월 16일에 심장마비로 사망했다. 향년 83세.
수염이 진해 '종규 님'이라는 애칭이 있었다. 또한 가게우라 마사루와 마쓰야마 상업, 릿쿄 대학에서 친했기 때문에 가게우라의 무용담을 후세에 전한 인물이기도 하다.
드래곤즈가 3번째 리그 우승을 차지했던 1982년, TBS의 인기 프로그램 '더 베스트 텐'에 출연한 바가 있다. 자신이 사감을 맡고 있던 드래곤스 합숙소(아이치현 나고야시 나카무라구에 소재하던 시절)에서 생중계로 당시 '기다려요'가 대히트하고 있던 여성 듀오 '아민'(당시에는 오카모토 다카코, 가토 하루코, 함께 스기야마 조가쿠엔 대학)과 공동 출연하기도 했다.
나고야 구장이 드래곤스의 1군 본거지로서의 역할을 끝낸 1996년 말 같은 구장에서 열린 주니치 대 요미우리 OB전에서는 요미우리의 벳쇼 다케히코와의 '합계 156세 대결'로 야구장을 열기에 휩싸이게 만들었다. 하지만 당시에는 이미 82세로 고령이었기 때문에 타석 후방에서 기숙사 사감 시절의 기숙사생이었던 우시지마 가즈히코가 대주자를 맡아 쓰보우치가 칠 때 우시지마가 1루로 내달렸다. 또한 쓰보우치는 이듬해에 서거했기 때문에 이것이 마지막 공식적인 외출이 되었다.

## 상세 정보

### 출신 학교
- 구제 마쓰야마 상업학교(현재의 에히메 현립 마쓰야마 상업고등학교)
- 구제 덴노지 상업학교(현재의 오사카 덴노지 상업고등학교)
- 릿쿄 대학

### 선수 경력
- 대도쿄군·라이온군·아사히군(1936년 ~ 1944년)
- 골드 스타·긴세이 스타스(1946년 ~ 1948년)
- 주니치 드래곤스·나고야 드래곤스(1949년 ~ 1951년)

### 지도자 경력
- 아사히군 감독(1944년)
- 골드 스타·긴세이 스타스 감독(1946년 ~ 1947년)
- 나고야 드래곤스 감독(1952년 ~ 1953년)
- 니시테쓰 라이온스 코치(1960년 ~ 1962년)
- 주니치 드래곤스 코치(1964년 ~ 1967년)
- 롯데 오리온스 2군 감독(1972년)

### 수상·타이틀 경력

#### 타이틀
- 도루왕 : 2회(1941년, 1942년)

#### 수상
- 베스트 나인 : 2회(1947년, 1948년)
- 일본 야구 명예의 전당 헌액자(1992년)

### 개인 기록
- 올스타전 출장 : 1회(1951년)
- 통산 1000경기 출장 : 1948년 9월 12일※역대 1번째
- 한 시즌 6삼진(1946년) 시즌 100경기 이상 규정 타석 도달에 있어서 최소 기록 타이

### 등번호
- 16(1936년 ~ 1937년)
- 8(1938년 ~ 1943년)
- 30(1946년 ~ 1947년)
- 1(1948년 ~ 1953년)
- 50(1954년)
- 55(1960년 ~ 1962년)
- 51(1964년 ~ 1966년)
- 36(1967년)
- 54(1972년)

### 등록명
- 坪内 道則(1936년 ~ 1948년)
- 坪内 道典(1949년 ~ )

### 연도별 타격 성적
| 연 도       | 소 속                  | 경 기 | 타 석 | 타 수 | 득 점 | 안 타 | 2 루 타 | 3 루 타 | 홈 런 | 루 타 | 타 점 | 도 루 | 도 루 자 | 희 생 번 | 희 생 플 | 볼 넷 | 고 4 | 사 구 | 삼 진 | 병 살 타 | 타 율 | 출 루 율 | 장 타 율 | O P S |
| ----------- | ---------------------- | ----- | ----- | ----- | ----- | ----- | ------- | ------- | ----- | ----- | ----- | ----- | -------- | -------- | -------- | ----- | ---- | ----- | ----- | -------- | ----- | -------- | -------- | ----- |
| 1936년 추계 | 대도쿄군 라이온 아사히 | 28    | 117   | 103   | 13    | 27    | 1       | 0       | 0     | 28    | 4     | 13    | --       | 2        | --       | 12    | --   | 0     | 13    | --       | .262  | .339     | .272     | .611  |
| 1937년 춘계 | 대도쿄군 라이온 아사히 | 44    | 155   | 145   | 16    | 35    | 5       | 1       | 1     | 45    | 8     | 11    | --       | 0        | --       | 10    | --   | 0     | 22    | --       | .241  | .290     | .310     | .601  |
| 1937년 추계 | 대도쿄군 라이온 아사히 | 49    | 217   | 199   | 24    | 47    | 6       | 2       | 1     | 60    | 23    | 6     | --       | 2        | --       | 16    | --   | 0     | 17    | --       | .236  | .293     | .302     | .595  |
| 1938년 춘계 | 대도쿄군 라이온 아사히 | 35    | 162   | 137   | 21    | 35    | 3       | 1       | 1     | 43    | 13    | 6     | --       | 1        | --       | 23    | --   | 1     | 10    | --       | .255  | .366     | .314     | .680  |
| 1938년 추계 | 대도쿄군 라이온 아사히 | 40    | 193   | 174   | 29    | 37    | 4       | 1       | 2     | 49    | 14    | 5     | --       | 2        | --       | 15    | --   | 2     | 11    | --       | .213  | .283     | .282     | .564  |
| 1939년      | 대도쿄군 라이온 아사히 | 96    | 440   | 395   | 50    | 89    | 10      | 2       | 1     | 106   | 27    | 11    | --       | 9        | 0        | 32    | --   | 4     | 21    | --       | .225  | .290     | .268     | .558  |
| 1940년      | 대도쿄군 라이온 아사히 | 102   | 458   | 394   | 30    | 76    | 14      | 1       | 1     | 95    | 17    | 22    | --       | 6        | 1        | 55    | --   | 2     | 23    | --       | .193  | .295     | .241     | .536  |
| 1941년      | 대도쿄군 라이온 아사히 | 81    | 376   | 316   | 30    | 75    | 10      | 1       | 2     | 93    | 20    | 26    | --       | 8        | --       | 49    | --   | 2     | 12    | --       | .237  | .343     | .294     | .638  |
| 1942년      | 대도쿄군 라이온 아사히 | 104   | 466   | 407   | 50    | 98    | 12      | 4       | 0     | 118   | 18    | 44    | 19       | 7        | --       | 47    | --   | 5     | 17    | --       | .241  | .327     | .290     | .617  |
| 1943년      | 대도쿄군 라이온 아사히 | 84    | 382   | 333   | 48    | 78    | 13      | 4       | 1     | 102   | 23    | 36    | 15       | 2        | --       | 46    | --   | 1     | 20    | --       | .234  | .329     | .306     | .635  |
| 1944년      | 대도쿄군 라이온 아사히 | 35    | 155   | 136   | 22    | 46    | 11      | 2       | 0     | 61    | 11    | 16    | 1        | 4        | --       | 14    | --   | 1     | 4     | --       | .338  | .404     | .449     | .853  |
| 1946년      | 골드 스타 긴세이       | 103   | 442   | 393   | 60    | 124   | 21      | 11      | 1     | 170   | 45    | 26    | 16       | 5        | --       | 36    | --   | 7     | 6     | --       | .316  | .383     | .433     | .816  |
| 1947년      | 골드 스타 긴세이       | 119   | 510   | 457   | 44    | 124   | 17      | 5       | 2     | 157   | 43    | 21    | 15       | 1        | --       | 42    | --   | 10    | 21    | --       | .271  | .346     | .344     | .689  |
| 1948년      | 골드 스타 긴세이       | 124   | 554   | 505   | 65    | 143   | 24      | 8       | 2     | 189   | 41    | 20    | 11       | 0        | --       | 40    | --   | 9     | 30    | --       | .283  | .347     | .374     | .721  |
| 1949년      | 주니치 나고야          | 137   | 641   | 597   | 83    | 177   | 31      | 4       | 10    | 246   | 59    | 16    | 15       | 2        | --       | 30    | --   | 12    | 32    | --       | .296  | .343     | .412     | .755  |
| 1950년      | 주니치 나고야          | 123   | 520   | 469   | 73    | 135   | 25      | 6       | 7     | 193   | 57    | 28    | 8        | 5        | --       | 38    | --   | 8     | 24    | 8        | .288  | .351     | .412     | .763  |
| 1951년      | 주니치 나고야          | 113   | 515   | 454   | 83    | 126   | 28      | 5       | 2     | 170   | 39    | 37    | 8        | 6        | --       | 41    | --   | 14    | 16    | 15       | .278  | .356     | .374     | .730  |
| 통산：15년  | 통산：15년             | 1417  | 6303  | 5614  | 741   | 1472  | 235     | 58      | 34    | 1925  | 462   | 344   | 108      | 62       | 1        | 546   | --   | 78    | 299   | 23       | .262  | .336     | .343     | .679  |

- 굵은 글씨는 리그 최고 성적.
- 대도쿄(대도쿄군)은 1937년 추계에 라이온(라이온군)으로 개칭했다가 1941년 아사히(아사히군)으로 구단명을 변경.
- 골드 스타는 1947년에 긴세이(긴세이 스타스)로 구단명을 변경.
- 주니치(주니치 드래곤스)는 1951년 나고야(나고야 드래곤스)로 구단명을 변경.

### 감독으로서의 팀 성적
- 통산 537경기 252승 269패 16무 승률 .484